# Allegro (Fahrradmarke)

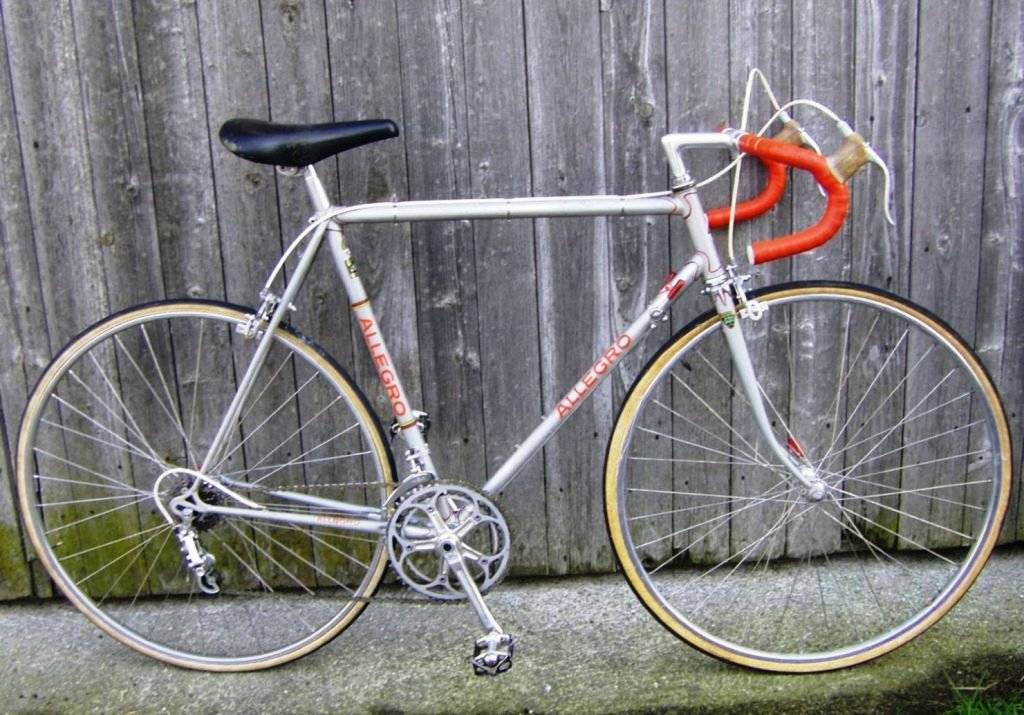
Allegro-Modell aus den 1970er Jahren

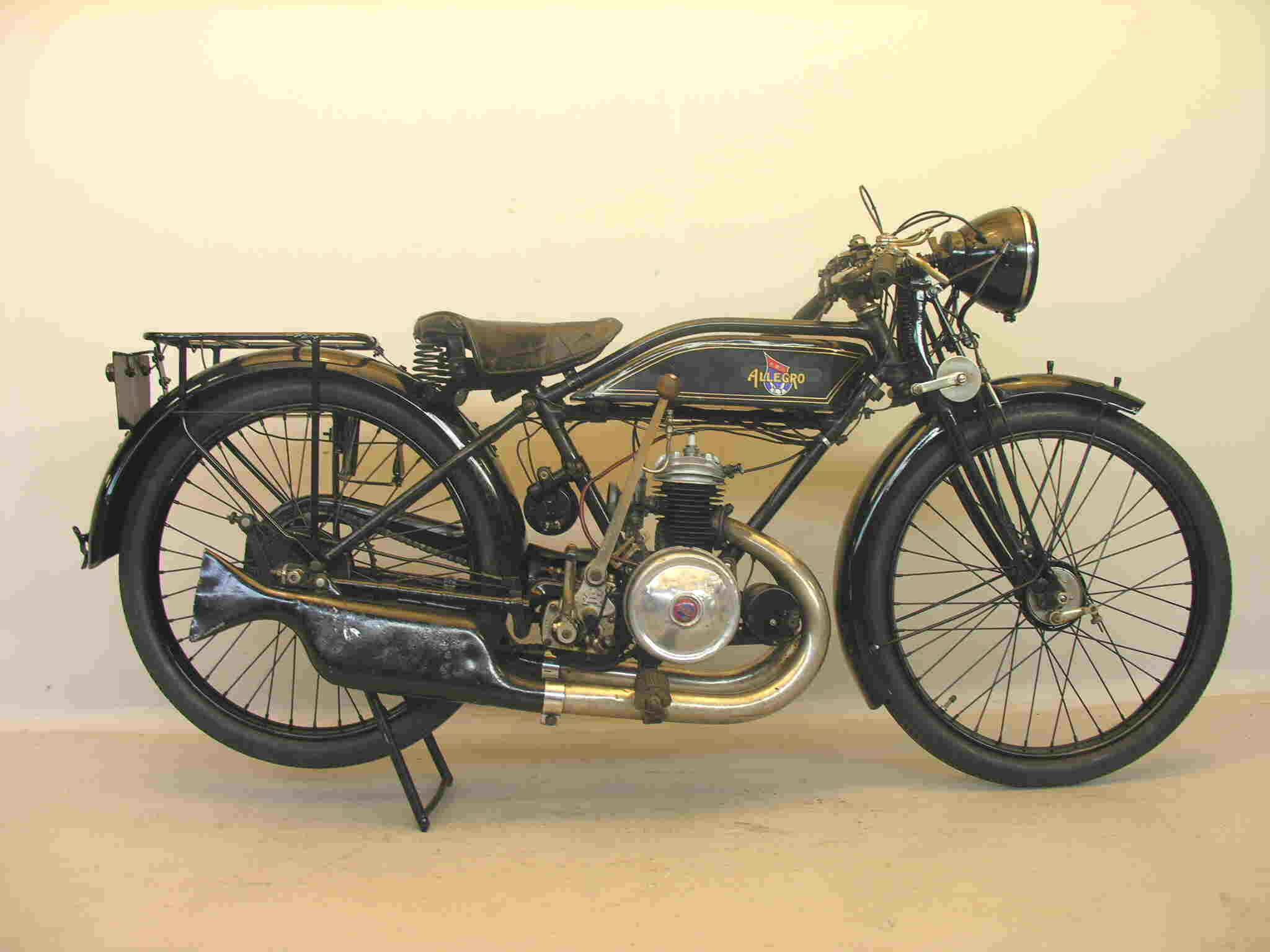
Motorrad von Allegro aus dem Jahr 1926

Arnold Grandjean (l.), der Gründer des Unternehmens, mit seinem Bruder Ali

Allegro war ein Markenname, unter dem von 1914 bis in die 1980er Jahre hinein von dem Unternehmen Etablissements des Cycles Allegro Arnold Grandjean S.A. Neuchâtel Fahr- und Motorräder in der Schweiz produziert wurden.

## Geschichte
Gegründet wurde das Unternehmen 1914 von dem Radrennfahrer Arnold Grandjean, der insgesamt viermal Schweizer Meister in verschiedenen Disziplinen wurde, gemeinsam mit seinen Brüdern Ali, Ulysse und Tell sowie einem weiteren Kompagnon. Das Unternehmen gilt als erster Produzent von Rennrädern in der Schweiz. Grandjean wählte den Namen Allegro, weil ihn seine Fans mit den Worten Allez, Gros anfeuerten. Zunächst wurden die Räder in einer Werkstatt in Fleurier gebaut, aber 1923 zog das Unternehmen in ein Fertigungsgebäude nach Neuchâtel um.
1939 war Allegro der grösste Produzent von Fahr- und Motorrädern in der Schweiz. Die Firma hatte 200 Mitarbeiter, die rund 20.000 Räder pro Jahr herstellten. In der Schweiz gab es 500 Handelsvertreter; einer von ihnen war Daniel Grandjean, der Sohn von Jules, der später in Couvet ein Geschäft eröffnete, in dem nur Allegro-Produkte verkauft wurden. Nach einem wirtschaftlichen Einbruch während des Krieges ging es anschliessend mit dem Geschäft wieder aufwärts, und weitere Mitglieder der Familie Grandjean wurden in das Unternehmen geholt. 1957 wurde ein weiteres Gebäude für das Unternehmen in Marin errichtet.
Das Unternehmen existierte eigenständig bis in die 1980er Jahre hinein, dann wurde es an den Fahrradhersteller Mondia verkauft. 2014 wurde die Marke Allegro vom Grosshandelsunternehmen COLAG AG aufgekauft, das unter diesem Namen weiterhin Fahrräder vertreibt. Neben den traditionellen Velos wurden ab der Saison 2016 erstmals auch E-Bikes ins Programm aufgenommen.

## Motorräder
Allegro baute bis in die 1950er-Jahre eigene Motorräder. Sie waren mit Motoren von Villiers und Sturmey-Archer ausgerüstet.
Tell Grandjean startete selbst bei Rennen auf Allegro-Motorrädern, auch im Gespann gemeinsam mit seiner Frau.

## Allegro im Radrennsport
Von 1933 bis 1973 gab es fast durchgängig von Allegro betriebene Rennmannschaften. Rennfahrer, die mit Allegro-Rädern fuhren, erzielten zahlreiche Erfolge: So wurde 1936 Edgar Buchwalder Strassenweltmeister der Amateure, Henri Garnier gewann die Tour de Suisse im selben Jahr und Fritz Pfenninger die Schweiz-Rundfahrt 1938. Der letzte grosse Erfolg, der mit einem Allegro-Rad erzielt wurde, war der Olympiasieg von Robert Dill-Bundi in der Einerverfolgung bei den Spielen 1980 in Moskau.